# No Enemy But Time
No Enemy But Time este un roman science fiction de Michael Bishop prima oară publicat în 1982. A câștigat Premiul Nebula pentru cel mai bun roman în 1982 și a fost nominalizat în 1983 la Premiul John W. Campbell Memorial. Scriitorul scoțian David Pringle a inclus romanul în cartea sa Science Fiction: The 100 Best Novels (pe locul 98 în lista celor mai bune 100 romane SF).

## Povestea
Romanul urmărește povestea unui afroamerican din timpurile noastre, care este capabil să se proiecteze mental înapoi în Africa pre-umană, unde se întâlnește cu strămoșii preistorici ai umanității.

## Legături externe
- en  Istoria publicării lucrării No Enemy But Time la Internet Speculative Fiction Database

## Vezi și
- 1982 în științifico-fantastic
- Science Fiction: The 100 Best Novels